# Lista över dammedaljörer i sprinteuropamästerskapen i kajak
Detta är en lista över samtliga medaljörer på damsidan i sprinteuropamästerskapen i kanotsport sedan mästerskapet återinrättades 1997.

## K-1 200 m
| Spel                  | Guld                      | Silver                     | Brons                     |
| Plovdiv 1997          | Josefa Idem               | Ursula Profanter           | Ingrid Haralamov-Raimann  |
| Zagreb 1999           | Josefa Idem               | Rita Kőbán                 | Belen Sanchez             |
| Poznan 2000           | Rita Kőbán                | Josefa Idem                | Elżbieta Urbańczyk        |
| Milano 2001           | Szilvia Szabó             | Elżbieta Urbańczyk         | Katrin Wagner             |
| Szeged 2002           | Teresa Portela Rivas      | Aneta Pastuszka            | Rachel Train              |
| Poznan 2004           | Teresa Portela Rivas      | Aneta Pastuszka            | Tímea Paksy               |
| Poznan 2005           | Szilvia Szabó             | Conny Waßmuth              | Jenni Honkanen            |
| Račice 2006           | Teresa Portela Rivas      | Tímea Paksy                | Anne-Laure Viard          |
| Pontevedra 2007       | Nataša Janić              | Anne Rikala                | Inna Osypenko-Radomska    |
| Milano 2008           | Lucy Wainwright           | Inna Osypenko-Radomska     | Dorota Kuczkowska         |
| Brandenburg 2009      | Teresa Portela Rivas      | Tímea Paksy                | Spela Ponomarenko         |
| Trasona 2010          | Nataša Janić              | Marta Walczykiewicz        | Teresa Portela Rivas      |
| Belgrad 2011          | Natalia Lobova (RUS)      | Maria Teresa Portela (ESP) | Teresa Portela (POR)      |
| Zagreb 2012           | Nataša Dušev-Janić (HUN)  | Marta Walczykiewicz (POL)  | Teresa Portela (POR)      |
| Montemor-o-Velho 2013 | Marta Walczykiewicz (POL) | María Teresa Portela (ESP) | Natasa Dusev-Janics (HUN) |
| Moskva 2014           | Danuta Kozák (HUN)        | Elena Terechova (RUS)      | Teresa Portela (POR)      |
| Racice 2015           | Sarah Guyot (FRA)         | Natalia Podolskaja (RUS)   | Nikolina Moldovan (SRB)   |
| Moskva 2016           | Lasma Liepa (TUR)         | Jess Walker (GBR)          | Ivana Kmetova (SVK)       |
| Plovdiv 2017          | Dóra Lucz (HUN)           | Emma Jorgensen (DEN)       | Špela Ponomarenko (SLO)   |

## K-1 500 m
| Spel                  | Guld                         | Silver                       | Brons                         |
| Plovdiv 1997          | Josefa Idem                  | Szilvia Mednyánszky          | Ursula Profanter              |
| Zagreb 1999           | Josefa Idem                  | Katalin Kovács               | Elżbieta Urbańczyk            |
| Poznan 2000           | Rita Kőbán                   | Katrin Wagner                | Elżbieta Urbańczyk            |
| Milano 2001           | Katalin Kovács               | Josefa Idem                  | Katrin Wagner                 |
| Szeged 2002           | Katalin Kovács               | Josefa Idem                  | Elżbieta Urbańczyk            |
| Poznan 2004           | Nataša Janić                 | Petra Santy                  | Maike Nollen                  |
| Poznan 2005           | Nicole Reinhardt             | Erzsébet Viski               | Karolina Głażewska            |
| Račice 2006           | Dalma Benedek                | Beata Mikołajczyk            | Nicole Reinhardt              |
| Pontevedra 2007       | Katrin Wagner-Augustin       | Katalin Kovács               | Anne Rikala                   |
| Milano 2008           | Katalin Kovács               | Katrin Wagner-Augustin       | Josefa Idem                   |
| Brandenburg 2009      | Katalin Kovács               | Katrin Wagner-Augustin       | Rachel Cawthorn               |
| Trasona 2010          | Danuta Kozák                 | Katrin Wagner-Augustin       | Rachel Cawthorn               |
| Belgrad 2011          | Danuta Kozák (HUN)           | Inna Osypenko-Radomska (UKR) | Ewelina Wojnarowska (POL)     |
| Zagreb 2012           | Katrin Wagner-Augustin (GER) | Danuta Kozák (HUN)           | Špela Ponomarenko Janić (SVN) |
| Montemor-o-Velho 2013 | Dalma Ružičić-Benedek (SRB)  | Danuta Kozák (HUN)           | Katrin Wagner-Augustin (GER)  |
| Moskva 2014           | Danuta Kozák (HUN)           | Franziska Weber (GER)        | Teresa Portela (POR)          |
| Racice 2015           | Ewelina Wojnarowska (POL)    | Franziska Weber (GER)        | Sarah Guyot (FRA)             |
| Moskva 2016           | Danuta Kozák (HUN)           | Franziska Weber (GER)        | Emma Jørgensen (DEN)          |
| Plovdiv 2017          | Tamara Takács (HUN)          | Volha Chudzenka (BLR)        | Elena Anjsjina (RUS)          |

## K-1 1000 m
| Spel                  | Guld                        | Silver                     | Brons                        |
| Plovdiv 1997          | Josefa Idem                 | Ursula Profanter           | Kinga Bóta                   |
| Zagreb 1999           | Josefa Idem                 | Katalin Kovács             | Elżbieta Urbańczyk           |
| Poznan 2000           | Josefa Idem                 | Kinga Bóta                 | Manuela Mucke                |
| Milano 2001           | Josefa Idem                 | Katalin Kovács             | Katrin Wagner                |
| Szeged 2002           | Katalin Kovács              | Josefa Idem                | Katrin Wagner                |
| Poznan 2004           | Katalin Kovács              | Beata Mikołajczyk          | Ellen Fevang                 |
| Poznan 2005           | Katrin Wagner-Augustin      | Sofia Paldanius            | Michaela Strnadová           |
| Račice 2006           | Dalma Benedek               | Katrin Wagner-Augustin     | Josefa Idem                  |
| Pontevedra 2007       | Sofia Paldanius             | Katalin Kovács             | Frederike Leue               |
| Milano 2008           | Dalma Benedek               | Antonija Nađ               | Marina Schuck                |
| Brandenburg 2009      | Katalin Kovács              | Franziska Weber            | Henriette Engel Hansen       |
| Trasona 2010          | Rachel Cawthorn             | Franziska Weber            | Beata Mikołajczyk            |
| Belgrad 2011          | Katalin Kovács (HUN)        | Antonija Nađ (SRB)         | Edyta Dzieniszewska (POL)    |
| Zagreb 2012           | Malgorzata Wardowicz (POL)  | Silke Hörmann (GER)        | Ana Roxana Lehaci (AUT)      |
| Montemor-o-Velho 2013 | Dalma Ružičić-Benedek (SRB) | Henriette Hansen (DEN)     | Erika Medveczky (HUN)        |
| Moskva 2014           | Tamara Csipes (HUN)         | Sofia Paldanius (SWE)      | Anastasija Charitonova (RUS) |
| Racice 2015           | Franziska Weber (GER)       | Florentina Caminescu (ROM) | Irene Burgo (ITA)            |
| Moskva 2016           | Kristina Bedec (SRB)        | Tamara Takács (HUN)        | Conny Wassmuth (GER)         |
| Plovdiv 2017          | Dóra Bodonyi (HUN)          | Beata Mikołajczyk (POL)    | Rachel Cawthorn (GBR)        |

## K-1 5000 m
| Spel                  | Guld                         | Silver                       | Brons                        |
| 1997-2009             | Ingick inte på EM-programmet | Ingick inte på EM-programmet | Ingick inte på EM-programmet |
| Trasona 2010          | Lani Belcher                 | Tamara Csipes                | Maryna Paltaran              |
| Belgrad 2011          | Maryna Paltaran (BLR)        | Lani Belcher (GBR)           | Ludmila Galusjko (UKR)       |
| Zagreb 2012           | Renáta Csay (HUN)            | Eva Barrios (ESP)            | Katrin Wagner-Augustin (GER) |
| Montemor-o-Velho 2013 | Renáta Csay (HUN)            | Louisa Sawers (GBR)          | Eva Barrios (ESP)            |
| Moskva 2014           | Erika Medveczky (HUN)        | Maryna Litvintjuk (BLR)      | Berenike Faldum (BUL)        |
| Racice 2015           | Maryna Litvintjuk (BLR)      | Irene Burgo (ITA)            | Jenny Egan (IRL)             |
| Moskva 2016           | Maryna Litvintjuk (BLR)      | Dóra Bodonyi (HUN)           | Juliana Salachova (RUS)      |
| Plovdiv 2017          | Dóra Bodonyi (HUN)           | Eva Barrios (ESP)            | Tabea Medert (GER)           |

## K-2 200 m
| Spel                  | Guld                                                 | Silver                                        | Brons                                             |
| Plovdiv 1997          | Polen Elżbieta Urbańczyk Izabela Dylewska-Światowiak | Spanien Izaskun Aramburu Beatriz Manchón      | Rumänien Mariana Limbău Raluca Ioniță             |
| Zagreb 1999           | Polen Aneta Pastuszka Beata Sokołowska               | Ungern Erzsébet Viski Szilvia Szabó           | Ryssland Natalia Goulii Elena Tissina             |
| Poznan 2000           | Polen Beata Sokołowska Aneta Pastuszka               | Tyskland Katrin Kieseler Birgit Fischer       | Spanien Beatriz Manchón Belen Sanchez             |
| Milano 2001           | Spanien Sonia Molanes Costa Beatriz Manchón          | Ungern Erzsébet Viski Kinga Dékány            | Polen Beata Sokołowska Aneta Pastuszka            |
| Szeged 2002           | Spanien Sonia Molanes Costa Beatriz Manchón          | Polen Joanna Skowroń Aneta Pastuszka          | Ryssland Galina Poryvaeva Natalia Goulii          |
| Poznan 2004           | Spanien Teresa Portela Rivas Beatriz Manchón         | Ungern Melinda Patyi Tímea Paksy              | Tyskland Birgit Fischer Carolin Leonhardt         |
| Poznan 2005           | Ungern Nataša Janić Katalin Kovács                   | Slovakien Martina Kohlová Ivana Kmetová       | Tyskland Fanny Fischer Birgit Fischer             |
| Račice 2006           | Ungern Nataša Janić Katalin Kovács                   | Tyskland Katrin Wagner-Augustin Fanny Fischer | Finland Anne Rikala Jenni Honkanen                |
| Pontevedra 2007       | Tyskland Nicole Reinhardt Fanny Fischer              | Slovakien Martina Kohlová Ivana Kmetová       | Ungern Melinda Patyi Tímea Paksy                  |
| Milano 2008           | Slovakien Martina Kohlová Ivana Kmetová              | Polen Sandra Pawelczak Marta Walczykiewicz    | Ungern Melinda Patyi Krisztina Fazekas            |
| Brandenburg 2009      | Tyskland Nicole Reinhardt Fanny Fischer              | Ungern Nataša Janić Katalin Kovács            | Slovakien Martina Kohlová Ivana Kmetová           |
| Trasona 2010          | Ungern Nataša Janić Katalin Kovács                   | Slovakien Ivana Kmetová Martina Kohlová       | Tyskland Fanny Fischer Carolin Leonhardt          |
| Belgrad 2011          | Ungern Danuta Kozák Katalin Kovács                   | Tyskland Tina Dietze Franziska Weber          | Belarus Maryna Paltaran Volha Chudzenka           |
| Zagreb 2012           | Tyskland Franziska Weber Tina Dietze                 | Belarus Volha Chudzenka Maryna Pautaran       | Portugal Joana Vasconcelos Beatriz Gomes          |
| Montemor-o-Velho 2013 | Ungern Katalin Kovács Natasa Dusev-Janics            | Polen Karolina Naja Magdalena Krukowska       | Rumänien Roxana Borha Iuliana Taran               |
| Moskva 2014           | Belarus Marharyta Tsisjkevitj Maryna Litvintjuk      | Ungern Anna Kárász Ninetta Vad                | Storbritannien Jessica Walker Angela Hannah       |
| Racice 2015           | Belarus Marharyta Machneva Maryna Litvintjuk         | Polen Karolina Naja Beata Mikołajczyk         | Serbien Nikolina Moldovan Olivera Moldovan        |
| Moskva 2016           | Tyskland Franziska Weber Tina Dietze                 | Ryssland Elena Terechova Anastasia Nevskaja   | Belarus Marharyta Machneva Maryna Litvinchuk      |
| Plovdiv 2017          | Ukraina Mariia Kitjasova Anastasija Horlova          | Portugal Joana Vasconcelos Francisca Laia     | Polen Dominika Włodarczyk Katarzyna Kołodziejczyk |

## K-2 500 m
| Spel                  | Guld                                     | Silver                                        | Brons                                         |
| Plovdiv 1997          | Spanien Izaskun Aramburu Beatriz Manchón | Rumänien Sanda Toma Mariana Limbău            | Italien Josefa Idem Rosetta Ravetta           |
| Zagreb 1999           | Polen Beata Sokołowska Aneta Pastuszka   | Ungern Katalin Kovács Szilvia Szabó           | Spanien Izaskun Aramburu Beatriz Manchón      |
| Poznan 2000           | Polen Beata Sokołowska Aneta Pastuszka   | Ungern Kinga Bóta Katalin Kovács              | Tyskland Birgit Fischer Katrin Kieseler       |
| Milano 2001           | Ungern Kinga Bóta Szilvia Szabó          | Spanien Sonia Molanes Costa Beatriz Manchón   | Belarus Natalia Bandarenka Alesia Bakunova    |
| Szeged 2002           | Polen Joanna Skowroń Aneta Pastuszka     | Ungern Kinga Bóta Szilvia Szabó               | Spanien Beatriz Manchón Sonia Molanes Costa   |
| Poznan 2004           | Ungern Dalma Benedek Tímea Paksy         | Tyskland Carolin Leonhardt Birgit Fischer     | Spanien Beatriz Manchón Teresa Portela Rivas  |
| Poznan 2005           | Ungern Katalin Kovács Nataša Janić       | Tyskland Maike Nollen Nadine Opgen-Rhein      | Frankrike Marie Delattre Anne-Laure Viard     |
| Račice 2006           | Ungern Katalin Kovács Nataša Janić       | Tyskland Fanny Fischer Katrin Wagner-Augustin | Italien Fabiana Sgroi Alessandra Galiotto     |
| Pontevedra 2007       | Ungern Tímea Paksy Dalma Benedek         | Tyskland Fanny Fischer Nicole Reinhardt       | Polen Monika Borowicz Dorota Kuczkowska       |
| Milano 2008           | Ungern Danuta Kozák Gabriella Szabó      | Finland Jenni Mikkonen Anne Rikala            | Tyskland Fanny Fischer Nicole Reinhardt       |
| Brandenburg 2009      | Ungern Gabriella Szabó Danuta Kozák      | Slovakien Martina Kohlová Ivana Kmetová       | Tyskland Franziska Weber Fanny Fischer        |
| Trasona 2010          | Ungern Katalin Kovács Nataša Janić       | Ryssland Anastasia Sergeeva Juliana Salachova | Polen Ewelina Wojnarowska Marta Walczykiewicz |
| Belgrad 2011          | Ungern Tamara Csipes Katalin Kovács      | Polen Aneta Konieczna Beata Mikołajczyk       | Ryssland Juliana Salachova Anastasia Sergeeva |
| Zagreb 2012           | Ungern Katalin Kovács Nataša Dušev-Janić | Belarus Volha Chudzenka Maryna Pautaran       | Polen Karolina Naja Beata Mikolajczyk         |
| Montemor-o-Velho 2013 | Polen Karolina Naja Beata Mikołajczyk    | Tyskland Franziska Weber Tina Dietze          | Ungern Katalin Kovács Natasa Dusev-Janics     |
| Moskva 2014           | Ungern Gabriella Szabó Tamara Csipes     | Polen Karolina Naja Beata Mikołajczyk         | Serbien Nikolina Moldovan Olivera Moldovan    |
| Racice 2015           | Polen Karolina Naja Beata Mikołajczyk    | Rumänien Petronela Borha Elena Meroniac       | Serbien Milica Starović Dalma Ružičić-Benedek |
| Moskva 2016           | Ungern Gabriella Szabó Danuta Kozák      | Tyskland Sabrina Hering Steffi Kriegerstein   | Belarus Nadzeja Liapesjka Maryna Litvintjuk   |
| Plovdiv 2017          | Tyskland Franziska Weber Tina Dietze     | Slovenien Špela Ponomarenko Anja Osterman     | Polen Beata Mikołajczyk Anna Puławska         |

## K-2 1000 m
| Spel                  | Guld                                                 | Silver                                          | Brons                                         |
| Plovdiv 1997          | Polen Elżbieta Urbańczyk Izabela Dylewska-Światowiak | Ungern Katalin Kovács Andrea Barocsi            | Rumänien Sanda Toma Mariana Limbău            |
| Zagreb 1999           | Polen Aneta Pastuszka Beata Sokołowska               | Ungern Andrea Barocsi Katalin Kovács            | Rumänien Elena Radu Sanda Toma                |
| Poznan 2000           | Tyskland Birgit Fischer Katrin Kieseler              | Ungern Erzsébet Viski Ágnes Szadovszki          | Polen Aneta Pastuszka Beata Sokołowska        |
| Milano 2001           | Tyskland Manuela Mucke Nadine Opgen-Rhein            | Polen Beata Sokołowska Joanna Skowroń           | Ungern Krisztina Fazekas Ágnes Szabó          |
| Szeged 2002           | Ungern Kinga Bóta Szilvia Szabó                      | Polen Aneta Białkowska Joanna Skowroń           | Tyskland Manuela Mucke Nadine Opgen-Rhein     |
| Poznan 2004           | Ungern Kinga Bóta Szilvia Szabó                      | Polen Iwona Pyzalska Dorota Kuczkowska          | Bulgarien Bonka Pindjeva Delyana Dacheva      |
| Poznan 2005           | Ungern Nataša Janić Katalin Kovács                   | Danmark Mette Barfod Anne Lolk Thomsen          | Tyskland Maike Nollen Nadine Opgen-Rhein      |
| Račice 2006           | Ungern Nataša Janić Katalin Kovács                   | Tyskland Gesine Ruge Judith Hörmann             | Danmark Anne Lolk Thomsen Mette Barfod        |
| Pontevedra 2007       | Ungern Danuta Kozák Gabriella Szabó                  | Polen Małgorzata Chojnaczka Ewelina Wojnarowska | Sverige Emma Andersson Annika Andersson       |
| Milano 2008           | Ungern Erika Medveczky Berenike Faldum               | Polen Marta Walczykiewicz Sandra Pawelczak      | Rumänien Lidia Talpă Alina Chirila            |
| Brandenburg 2009      | Sverige Josefin Nordlöw Sofia Paldanius              | Ungern Tamara Csipes Gabriella Szabó            | Ryssland Juliana Salachova Anastasia Sergeeva |
| Trasona 2010          | Ungern Gabriella Szabó Tamara Csipes                 | Ryssland Anastasia Sergeeva Juliana Salachova   | Tyskland Carolin Leonhardt Tina Dietze        |
| Belgrad 2011          | Ungern Tamara Csipes Gabriella Szabó                 | Tyskland Franziska Weber Tina Dietze            | Ryssland Anastasia Sergeeva Juliana Salachova |
| Zagreb 2012           | Polen Karolina Naja Beata Mikolajczyk                | Ungern Anna Karasz Ninetta Vad                  | Spanien Beatriz Manchón Jana Smidakova        |
| Montemor-o-Velho 2013 | Polen Karolina Naja Beata Mikołajczyk                | Tyskland Carolin Leonhardt Conny Waßmuth        | Rumänien Irina Lauric Bianca Plesca           |
| Moskva 2014           | Belarus Sofija Jurtjanka Aleksandra Grisjina         | Ungern Erika Medveczky Alíz Sarudi              | Tyskland Sabrina Hering Steffi Krigerstein    |
| Racice 2015           | Rumänien Petronela Borha Elena Meroniac              | Polen Karolina Naja Beata Mikołajczyk           | Serbien Milica Starović Dalma Ružičić-Benedek |
| Moskva 2016           | Serbien Milica Starović Dalma Ružičić-Benedek        | Ungern Tamara Takács Erika Medveczky            | Rumänien Ciuta Florida Iulia Taran            |
| Plovdiv 2017          | Ungern Réka Hagymási Ramóna Farkasdi                 | Polen Karolina Markiewicz Julia Lis             | Tyskland Tabea Medert Melanie Gebhardt        |

## K-4 200 m
| Spel             | Guld                                                                                 | Silver                                                                         | Brons                                                                          |
| Plovdiv 1997     | Rumänien Raluca Ioniță Sanda Toma Elena Radu Mariana Limbău                          | Spanien Ana María Penas Belen Sanchez Beatriz Manchón Izaskun Aramburu         | Ryssland Natalia Goulii Elena Tissina Tatiana Tistjenko Larissa Peisakhovittj  |
| Zagreb 1999      | Ryssland Galina Poryvaeva Natalia Goulii Tatiana Tistjenko Olga Tistjenko            | Ungern Erzsébet Viski Szilvia Szabó Kinga Bóta Katalin Kovács                  | Tjeckien Katerina Hlucha Milena Pergnerová Šárka Borkovcová Barbora Futerova   |
| Poznan 2000      | Ungern Szilvia Szabó Erzsébet Viski Kinga Bóta Katalin Kovács                        | Tyskland Katrin Wagner Birgit Fischer Manuela Mucke Anett Schuck               | Spanien Beatriz Manchón Ana María Penas Izaskun Aramburu Belen Sanchez         |
| Milano 2001      | Ungern Kinga Dékány Krisztina Fazekas Erzsébet Viski Kinga Bóta                      | Spanien Belen Sanchez Teresa Portela Rivas María Isabel García Ana María Penas | Polen Karolina Sadalska Aneta Pastuszka Dorota Kuczkowska Joanna Skowroń       |
| Szeged 2002      | Spanien Sonia Molanes Costa Beatriz Manchón Teresa Portela Rivas María Isabel García | Ungern Nataša Janić Kinga Bóta Szilvia Szabó Tímea Paksy                       | Ryssland Galina Poryvaeva Marina Iatsun Natalia Goulii Olga Tistjenko          |
| Poznan 2004      | Spanien Jana Smidakova María Isabel García Teresa Portela Rivas Beatriz Manchón      | Ungern Kinga Bóta Erzsébet Viski Szilvia Szabó Katalin Kovács                  | Ryssland Tatiana Andreeva Galina Poryvaeva Tatiana Tischenko Svetlana Kudinova |
| Poznan 2005      | Tyskland Judith Hörmann Nicole Reinhardt Carolin Leonhardt Katrin Wagner-Augustin    | Ungern Krisztina Fazekas Tímea Paksy Melinda Patyi Erzsébet Viski              | Sverige Anna Karlsson Josefin Nordlöw Sofia Paldanius Karin Johansson          |
| Račice 2006      | Ungern Melinda Patyi Nataša Janić Katalin Kovács Tímea Paksy                         | Tyskland Gesine Ruge Carolin Leonhardt Nicole Reinhardt Judith Hörmann         | Sverige Anna Karlsson Josefin Nordlöw Sofia Paldanius Karin Johansson          |
| Pontevedra 2007  | Tyskland Katrin Wagner-Augustin Maren Knebel Conny Waßmuth Carolin Leonhardt         | Ungern Katalin Kovács Tímea Paksy Melinda Patyi Krisztina Fazekas              | Sverige Josefin Nordlöw Sofia Paldanius Karin Johansson Anna Karlsson          |
| Milano 2008      | Ungern Melinda Patyi Krisztina Fazekas Danuta Kozák Tímea Paksy                      | Ryssland Nadezda Petrova Nadezda Pishulina Natalia Lobova Alexandra Tomnikova  | Serbien Miljana Knezevic Antonija Panda Marta Tibor Renata Kubik               |
| Brandenburg 2009 | Ungern Nataša Janić Katalin Kovács Tímea Paksy Krisztina Fazekas                     | Tyskland Katrin Wagner-Augustin Tina Dietze Conny Waßmuth Carolin Leonhardt    | Storbritannien Rachel Cawthorn Hayleigh Mason Louisa Sawers Jessica Walker     |
| 2010-            | Borttaget från EM-programmet                                                         | Borttaget från EM-programmet                                                   | Borttaget från EM-programmet                                                   |

## K-4 500 m
| Spel                  | Guld                                                                             | Silver                                                                               | Brons                                                                                   |
| Plovdiv 1997          | Rumänien Elena Radu Mariana Limbău Raluca Ioniță Sanda Toma                      | Ungern Katalin Kovács Andrea Barocsi Szilvia Szabó Kinga Dékány                      | Spanien Belen Sanchez Izaskun Aramburu Beatriz Manchón Ana María Penas                  |
| Zagreb 1999           | Ungern Katalin Kovács Szilvia Szabó Kinga Bóta Erzsébet Viski                    | Spanien Belen Sanchez Ana María Penas Beatriz Manchón Izaskun Aramburu               | Ryssland Galina Poryvaeva Olga Tistjenko Tatiana Tistjenko Natalia Goulii               |
| 2000                  | Ingick inte på EM-programmet                                                     | Ingick inte på EM-programmet                                                         | Ingick inte på EM-programmet                                                            |
| Milano 2001           | Ungern Kinga Bóta Erzsébet Viski Szilvia Szabó Katalin Kovács                    | Tyskland Anett Schuck Manuela Mucke Katrin Wagner Nadine Opgen-Rhein                 | Spanien Belen Sanchez María Isabel García Teresa Portela Rivas Ana María Penas          |
| Szeged 2002           | Ungern Kinga Bóta Katalin Kovács Szilvia Szabó Erzsébet Viski                    | Spanien Teresa Portela Rivas Sonia Molanes Costa Beatriz Manchón María Isabel García | Polen Aneta Białkowska Aneta Pastuszka Joanna Skowroń Karolina Sadalska                 |
| Poznan 2004           | Ukraina Tatiana Semikina Inna Balabanova Olena Tjerevatova Inna Osypenko         | Ungern Kinga Bóta Erzsébet Viski Szilvia Szabó Katalin Kovács                        | Spanien Teresa Portela Rivas Beatriz Manchón María Isabel García Jana Smidakova         |
| Poznan 2005           | Tyskland Judith Hörmann Katrin Wagner-Augustin Carolin Leonhardt Conny Waßmuth   | Ungern Tímea Paksy Dalma Benedek Szilvia Szabó Kinga Bóta                            | Polen Beata Mikołajczyk Małgorzata Chojnaczka Aneta Konieczna Małgorzata Czajczyńska    |
| Račice 2006           | Ungern Nataša Janić Krisztina Fazekas Tímea Paksy Katalin Kovács                 | Tyskland Carolin Leonhardt Judith Hörmann Conny Waßmuth Gesine Ruge                  | Rumänien Florica Vulpeș Mariana Ciobanu Lidia Talpă Alina Platon                        |
| Pontevedra 2007       | Tyskland Carolin Leonhardt Katrin Wagner-Augustin Maren Knebel Conny Waßmuth     | Ungern Tímea Paksy Katalin Kovács Krisztina Fazekas Melinda Patyi                    | Polen Sandra Pawelczak Aneta Konieczna Małgorzata Chojnaczka Ewelina Wojnarowska        |
| Milano 2008           | Tyskland Conny Waßmuth Carolin Leonhardt Katrin Wagner-Augustin Nicole Reinhardt | Ungern Danuta Kozák Tímea Paksy Krisztina Fazekas Dalma Benedek                      | Spanien Beatriz Manchón Jana Smidakova Teresa Portela Rivas Sonia Molanes Costa         |
| Brandenburg 2009      | Tyskland Nicole Reinhardt Katrin Wagner-Augustin Tina Dietze Carolin Leonhardt   | Ungern Erika Medveczky Nataša Janić Tamara Csipes Dalma Benedek                      | Polen Magdalena Krukowska Małgorzata Chojnaczka Ewelina Wojnarowska Marta Walczykiewicz |
| Trasona 2010          | Tyskland Nicole Reinhardt Katrin Wagner-Augustin Tina Dietze Fanny Fischer       | Ungern Gabriella Szabó Dalma Benedek Tamara Csipes Danuta Kozák                      | Spanien Teresa Portela Rivas Jana Smidakova Beatriz Manchón Sonia Molanes Costa         |
| Belgrad 2011          | Belarus Iryna Pamialova Nadzeja Papok Volha Chudzenka Maryna Paltaran            | Ungern Dalma Benedek Danuta Kozák Anna Karasz Gabriella Szabó                        | Tyskland Tina Dietze Carolin Leonhardt Silke Hoermann Franziska Weber                   |
| Zagreb 2012           | Tyskland Carolin Leonhardt Franziska Weber Katrin Wagner-Augustin Tina Dietze    | Belarus Iryna Pamialova Nadzeja Papok Volha Chudzenka Maryna Pautaran                | Ungern Gabriella Szabó Danuta Kozák Katalin Kovács Krisztina Fazekas Zur                |
| Montemor-o-Velho 2013 | Ungern Anna Kárász Katalin Kovács Danuta Kozák Natasa Dusev-Janics               | Tyskland Franziska Weber Katrin Wagner-Augustin Verena Hantl Tina Dietze             | Belarus Aleksandra Grisjina Volha Chudzenka Nadzeja Papok Marharyta Tsisjkevitj         |
| Moskva 2014           | Ungern Gabriella Szabó Danuta Kozák Anna Kárász Ninetta Vad                      | Polen Marta Walczykiewicz Ewelina Wojnarowska Karolina Naja Beata Mikołajczyk        | Ryssland Elena Anjsjina Kira Stepanova Vera Sobetova Natalia Lobova                     |
| Racice 2015           | Belarus Marharyta Machneva Alexandra Grisjina Volha Chudzenka Maryna Litvintjuk  | Ukraina Mariia Kitjasova Marija Povch Anastaiia Todorova Inna Hrysjtjun              | Ryssland Elena Anjsjina Kira Stepanova Vera Sobetova Svetlana Tjernigovskaja            |
| Moskva 2016           | Ungern Gabriella Szabó Tamara Csipes Danuta Kozák Krisztina Fazekas-Zur          | Belarus Marharyta Machneva Volha Chudzenka Nadzeja Liapesjka Maryna Litvintjuk       | Tyskland Franziska Weber Steffi Kriegerstein Sabrina Hering Tina Dietze                 |
| Plovdiv 2017          | Ungern Dóra Lucz Tamara Takács Erika Medveczky Ninetta Vad                       | Polen Dominika Włodarczyk Beata Mikołajczyk Anna Puławska Katarzyna Kołodziejczyk    | Ukraina Mariia Kitjasova Anastasiia Todorova Marija Povch Inna Hrysjtjun                |

## K-4 1000 m
| Spel            | Guld                                                                        | Silver                                                                                | Brons                                                                           |
| Poznan 2000     | Tyskland Birgit Fischer Katrin Wagner Anett Schuck Manuela Mucke            | Ungern Szilvia Szabó Erzsébet Viski Rita Kőbán Katalin Kovács                         | Spanien Belen Sanchez Beatriz Manchón Ana María Penas Izaskun Aramburu          |
| Milano 2001     | Ukraina Inna Osypenko Tatiana Semikina Hanna Balabanova Natalia Fiklisova   | Belarus Alesia Bakunova Natalia Bandarenka Sviatlana Vakula Alena Bets                | Ungern Kinga Dékány Eszter Rasztóczky Katalin Móni Ágnes Szabó                  |
| Szeged 2002     | Ungern Katalin Móni Tímea Paksy Alexandra Keresztesi Erzsébet Viski         | Rumänien Florica Vulpeș Alina Ciurescu Mariana Ciobanu Lidia Rusanescu                | Polen Karolina Sadalska Dorota Kuczkowska Iwona Pyzalska Małgorzata Czajczyńska |
| Poznan 2004     | Rumänien Lidia Talpă Florica Vulpeș Mariana Ciobanu Alina Ciurescu          | Ryssland Svetlana Kudinova Tatiana Tistjenko Anastasia Sergeeva Tatiana Andreeva      | Ungern Kinga Dékány Berenike Faldum Katalin Móni Linda Benedek                  |
| Poznan 2005     | Polen Beata Mikołajczyk Iwona Pyzalska Aneta Białkowska Edyta Dzieniszewska | Tyskland Maren Knebel Birgit Fischer Judith Hörmann Carolin Leonhardt                 | Rumänien Florica Vulpeș Lidia Talpă Mariana Ciobanu Alina Platon                |
| Račice 2006     | Ungern Alexandra Keresztesi Nataša Janić Katalin Kovács Tímea Paksy         | Tyskland Tanja Schuck Carolin Leonhardt Miriam Frenken Silke Hormann                  | Rumänien Florica Vulpeș Mariana Ciobanu Lidia Talpă Alina Platon                |
| Pontevedra 2007 | Ungern Dalma Benedek Alexandra Keresztesi Krisztina Fazekas Tímea Paksy     | Tyskland Frederike Leue Marina Schuck Judith Hörmann Gesine Ruge                      | Italien Alice Fagioli Alessandra Galiotto Fabiana Sgroi Stefania Cicali         |
| Milano 2008     | Ungern Dalma Benedek Krisztina Fazekas Alexandra Keresztesi Tímea Paksy     | Polen Beata Mikołajczyk Edyta Dzieniszewska Małgorzata Chojnaczka Ewelina Wojnarowska | Rumänien Alina Chirila Lidia Talpă Florica Vulpeș Iulia Pascu                   |
| 2009-           | Borttaget från EM-programmet                                                | Borttaget från EM-programmet                                                          | Borttaget från EM-programmet                                                    |

## K-1 4 x 200 m
| Spel             | Guld                                                                         | Silver                                                     | Brons                                                                           |
| Brandenburg 2009 | Tyskland Conny Waßmuth Nicole Reinhardt Fanny Fischer Katrin Wagner-Augustin | Ungern Danuta Kozák Tímea Paksy Nataša Janić Zomilla Hegyi | Ryssland Natalia Borisova Alexandra Tomnikova Svetlana Kudinova Julia Katjalova |
| 2010-            | Borttaget från EM-programmet                                                 | Borttaget från EM-programmet                               | Borttaget från EM-programmet                                                    |